# Ophiorrhiza infundibularis
Ophiorrhiza infundibularis là một loài thực vật có hoa trong họ Thiến thảo. Loài này được N.P.Balakr. mô tả khoa học đầu tiên năm 1982.